# Strada statale 71 Umbro-Casentinese-Romagnola
Die Strada statale 71 (SS 71) ist eine italienische Staatsstraße, die 1928 zwischen Montefiascone und Cesena festgelegt wurde. Sie geht zurück auf den Teilabschnitt der 1923 festgelegten Strada nazionale 60 zwischen Bibbiena und Cesena, dem Seitenast der Strada nazionale 58 (diramazione) und dem Teilabschnitt Arezzo–Montefiascone der Strada nazionale 58. Wegen ihrer Führung durch Umbrien und das Casentino erhielt die SS71 den namentlichen Titel Umbro-Casentinese. 1958 wurde sie über Cesana hinaus bis Ravenna verlängert. In diesem Zusammenhang erweiterte man den namentlichen Titel auf Umbro-Casentinese-Romagnola. 2001 wurde die Straße zu Regional- und Provinzialstraßen abgestuft. Dabei wurde teilweise die Nummer 71 als Bezeichnung aufgegeben oder erweitert. 2018 wurde der Abschnitt in Umbrien wieder zur Staatsstraße aufgestuft, 2021 der Abschnitt zwischen Bagno di Romagna und Borello (Grenze der Stadt Cesena), obwohl hier die Superstrada SS 3 bis parallel verläuft. Der weitere Abschnitt bis Ravenna wurde abgestuft, auch hier verläuft die Superstrada SS 3 bis parallel.

## SS 71 bis
Die SS 71 bis war von 1961 bis 2001 ein Seitenast der SS 71, der in Cesena abzweigte und nach Cervia führte. Er ist heute Provinzialstraße.